# Certificato di prevenzione incendi
Il certificato di prevenzione incendi (CPI) è un documento tecnico previsto alla legge italiana che certifica il rispetto della normativa prevenzione incendi, ossia certifica la sussistenza dei requisiti di sicurezza antincendio. Tale certificato è rilasciato dal comando provinciale del Corpo nazionale dei vigili del fuoco. 

## Contenuti e validità
Il CPI certifica che la situazione è stata trovata dai vigili del fuoco conforme alle norme antincendio. È intestato al responsabile dell'attività ed ha validità cinque anni, al termine dei quali, necessita di essere rinnovato. L'elenco delle attività soggette al certificato è contenuto nell'allegato 1 del D.P.R. 1 agosto 2011, n. 151 concernente l'elenco delle attività soggette alle visite e ai controlli di prevenzione incendi, ed è obbligatorio come requisito in alcuni casi e per lo svolgimento di talune attività.

## Tipologie di attività certificabili
Le attività soggette alla prevenzione incendi vengono divise in 3 categorie - A, B, C - in base alla semplicità della struttura. Ad esempio il punto 41 teatri e studi per le riprese cinematografiche e televisive, Nel punto A ci sono i teatri con non più di 25 persone, nel B tra i 26 e i 100, nel C oltre i 100. Si ipotizza che i teatri che tengono 25 posti siano piccoli e quindi semplici da progettare.
La differenza tra le tipologie genera iter burocratici diversi:
1. Categoria A: i vigili del fuoco non valutano preventivamente i progetti

1. Categoria B e C: Gli enti ed i privati responsabili delle attività sono tenuti a richiedere al Comando l'esame dei progetti di nuovi impianti o costruzioni, nonché dei progetti di modifiche da apportare a quelli esistenti, che comportino un aggravio delle preesistenti condizioni di sicurezza antincendio.

Successivamente si può iniziare l'attività presentando al Comando, prima dell'esercizio dell'attività, la segnalazione certificata di inizio attività, corredata dalla documentazione prevista dal decreto:
- per categoria A e B, il Comando, entro sessanta giorni, effettua controlli, che sono disposti anche con metodo a campione o in base a programmi settoriali, per categorie di attività o nelle situazioni di potenziale pericolo comunque segnalate o rilevate. Il Comando, a richiesta dell'interessato, in caso di esito positivo, rilascia copia del verbale della visita tecnica, e non più il certificato;
- per categoria C, il Comando, entro sessanta giorni, effettua controlli.

Entro quindici giorni dalla data di effettuazione delle visite tecniche, in caso di esito positivo, il Comando rilascia il certificato di
prevenzione incendi.

## Obblighi di certificazione
- È richiesto per edifici destinati a civile abitazione con altezza dal punto di vista antincendio superiore a 24 metri (attività 77 tabella D.P.R 151/11). L'altezza antincendio è la distanza dalla quota di terra alla quota della soglia della finestra dell'ultimo piano abitabile/agibile. Inoltre negli edifici civili è possibile che sia soggetta l'autorimessa se di superficie superiore a 300 m² (attività 75 tabella D.P.R. n. 151/2011) e la centrale termica se superiore a 116 kW (attività 74 tabella D.P.R. n. 151/11).

- È necessario qualora negli edifici vi sia una caldaia con potenza al focolare superiore di 35 kW, in caso contrario non è soggetta ai controlli periodici da parte dei vigili del fuoco e non è nemmeno soggetta a controlli da parte di INAIL e Azienda Sanitaria Locale.